# Катерина та її доля
Катерина та її доля — це італійська казка, зібрана Томасом Фредеріком Крейном в «Італійських популярних казках» та включена Ендрю Ленгом до «Рожевої казкової книги». Він класифікується як індекс Аарне–Томпсона–Утера як ATU 938, «Плацида» (Євстацій).

## Конспект
Катерина була прекрасною дочкою багатих торговців. Одного разу жінка з'явилася їй і запитала, чи буде вона, швидше, буде щасливою в молодості чи в старості. Катерина вирішила старість, і жінка, яка була долею Катерина, зникла. Незабаром батько Катерина втратив багатство і помер. Катерина намагалася вступити на службу, але вона кожного разу втікала від страху, що її звинуватять.
Через сім років її Доля припинилася, і вона стала служницею жінки, яка змусила її приносити щодня буханець хліба жіночій Долі. Одного разу жінка запитала її, чому вона так часто плаче, і Катерина розповіла свою історію. Жінка сказала їй наступного разу попросити свою Долю попросити Катерину припинити ці переслідування. Наступного дня після того, як вона попросила, доля жінки привела її до себе, і там дали їй моток шовку.
Одного дня молодий король мав одружитися. Його весільний одяг був багатий, але коли кравець майже закінчив із ним, шовк закінчився, і такого кольору більше не було знайдено. У прокламації говорилося, що той, хто принесе таку нитку до замку, отримає велику суму, і жінка, яка побачила одяг, сказала Катерині, що її моток був відповідного кольору. Катерина принесла його, і суд запропонував отримати її на вагу золота. Але коли його поклали на терези, скільки б не було додано золота, терези не зрівнялися з усім царським скарбом, аж поки цар не кинув туди свою корону.
Король запитав у неї, де вона взяла шовк, і вона розповіла свою історію. Мудра жінка при дворі сказала, що було ясно, що її щасливі дні мали початися, і терези не зрівнялися, доки не додали корону, є доказом того, що вона буде королевою. Король оголосив, що вона буде його королевою, і одружився з нею замість нареченої, з якою він мав намір, і Катерина жила довго і щасливо.

## Мотиви
Вибір долі фігурує в казці «Мати-рабиня», а також у таких лицарських романах, як «Сер Ісумбрас» .
Жінка, яка потрапила в пастку багатства, яку потрібно переконати поставитися до своїх найкращих рис у таких казках, як «Нещастя» та «Злощасна принцеса», навіть до засобів отримання чогось, необхідного для пошиття королівського одягу.
У білоруському варіанті казки вибір надається подружжю відразу після весілля. Невдовзі вони розлучаються, а чоловік стає поденним робітником, а його дружина змінює багато робіт, перш ніж знайти служницю в будинку старого бездітного дворянина. Вони з чоловіком возз'єднуються прямо перед смертю дворянина, його остання воля називає її єдиною спадкоємицею.